# M79 (球狀星團)
M79 （也稱為梅西耶79或NGC 1904）是在天兔座的一個球狀星團。它是皮埃爾·梅尚在1780年發現的，距離地球大約42,000光年，距離銀河中心大約60,000光年。
像M54（在梅西耶星表上的外星系球狀星團），它被認為不是銀河系土生土長的，而被推斷是源自大犬座矮星系，目前正在經歷與銀河系的密切接觸。然而，這是一個有爭議的話題，天文學家仍在辯論大犬座矮星系的本質。

## 顏色-光度圖

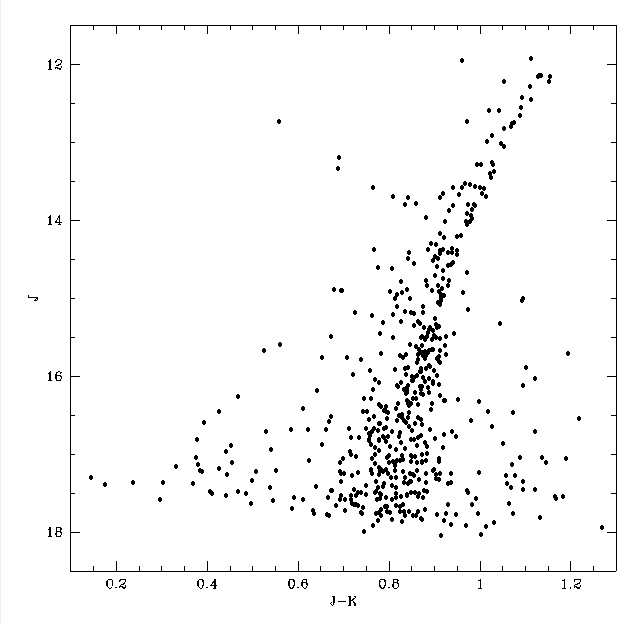
M79的紅外線顏色-光度圖。

這個顏色-光度圖是利用J和K波段的紅外影線繪製的。J波段的星等沿著Y軸繪製，和J-K的顏色沿著X軸繪製。這張圖是使用Peter Stetson的群場測光碼DAOPHOT的數據創建的。
根據這張圖，這個星團中的大多數恆星很明顯的都是紅巨星，被拉長的分支就是紅巨星分支。圖中的一些恆星，包括從紅巨星分支向外延伸到左上角的恆星，實際上不是這個星團的成員，只是前景的恆星。
在赫羅圖上一共存在著三個區域：低質量恆星的主序帶末段、完整的紅巨星分支和水平分支。與可見光波段比較，紅外波段的主序帶較低淺，水平分支較陡（藍色端較暗，紅色端較亮）。

## 外部連結
- Messier 79, SEDS Messier pages （页面存档备份，存于）
- Messier 79, Galactic Globular Clusters Database page （页面存档备份，存于）
- WikiSky上关于M79 (球狀星團)的内容：DSS2, SDSS, GALEX, IRAS, 氢α, X射线, 天文照片, 天图, 文章和图片